# ATP-toernooi van Kopenhagen
Het ATP-toernooi van Kopenhagen was een tennistoernooi voor mannen dat tussen 1973 en 2003 met enige onderbrekingen op de ATP-kalender stond. Het toernooi vond plaats in Kopenhagen, Denemarken. Het eerste professionele toernooi werd in 1973 georganiseerd met een prijzengeld van 50.000 dollar.
De eerste twee edities vonden plaats op outdoor hardcourtbanen en vanaf 1991 werd er indoor op tapijt gespeeld.

## Finales

### Enkelspel
| Jaar        | Winnaar             | Runner-up              | Score               |
| ----------- | ------------------- | ---------------------- | ------------------- |
| 1973        | Roger Taylor        | Marty Riessen          | 6-2, 6-3, 7-6       |
| 1974 - 1975 | Niet gespeeld       | Niet gespeeld          | Niet gespeeld       |
| 1976        | Lars Elvstrom       | Jean-François Caujolle | 6-4, 6-4            |
| 1977 -1990  | Niet gespeeld       | Niet gespeeld          | Niet gespeeld       |
| 1991        | Jonas Svensson      | Anders Järryd          | 6-7(5), 6-2, 6-2    |
| 1992        | Magnus Larsson      | Anders Järryd          | 6-4, 7-6(5)         |
| 1993        | Andrej Olchovski    | Nicklas Kulti          | 7-5, 3-6, 6-2       |
| 1994        | Jevgeni Kafelnikov  | Daniel Vacek           | 6-3, 7-5            |
| 1995        | Martin Sinner       | Andrej Olchovski       | 6-7(3), 7-6(8), 6-3 |
| 1996        | Cédric Pioline      | Kenneth Carlsen        | 6-2, 7-6 (7)        |
| 1997        | Thomas Johansson    | Martin Damm            | 6-4, 3-6, 6-2       |
| 1998        | Magnus Gustafsson   | David Prinosil         | 3-6, 6-1, 6-1       |
| 1999        | Magnus Gustafsson   | Fabrice Santoro        | 6-4, 6-1            |
| 2000        | Andreas Vinciguerra | Magnus Larsson         | 6-3, 7-6(5)         |
| 2001        | Tim Henman          | Andreas Vinciguerra    | 6-3, 6-4            |
| 2002        | Lars Burgsmüller    | Olivier Rochus         | 6-3, 6-3            |
| 2003        | Karol Kučera        | Olivier Rochus         | 7-6(4), 6-4         |

### Dubbelspel
| Jaar        | Winnaar                        | Runner-up                           | Score               |
| ----------- | ------------------------------ | ----------------------------------- | ------------------- |
| 1973        | Tom Gorman Erik van Dillen     | Mark Cox Graham Stilwell            | 6-4, 6-4            |
| 1974 - 1975 | Niet gespeeld                  | Niet gespeeld                       | Niet gespeeld       |
| 1976        |                                |                                     |                     |
| 1990 - 1977 | Niet gespeeld                  | Niet gespeeld                       | Niet gespeeld       |
| 1991        | Mark Woodforde Todd Woodbridge | Mansour Bahrami Andrej Olchovski    | 6-3, 6-1            |
| 1992        | Nicklas Kulti Magnus Larsson   | Hendrik Jan Davids Libor Pimek      | 6-3, 6-4            |
| 1993        | David Adams Andrej Olchovski   | Martin Damm Daniel Vacek            | 6-3, 3-6, 6-3       |
| 1994        | Martin Damm Brett Steven       | David Prinosil Udo Riglewski        | 6-3, 6-4            |
| 1995        | Mark Keil Peter Nyborg         | Guillaume Raoux Greg Rusedski       | 6-7, 6-4, 7-6       |
| 1996        | Libor Pimek Byron Talbot       | Wayne Arthurs Andrew Kratzmann      | 7-6, 3-6, 6-3       |
| 1997        | Andrej Olchovski Brett Steven  | Kenneth Carlsen Frederik Fetterlein | 6-4, 6-2            |
| 1998        | Tom Kempers Menno Oosting      | Jan Siemerink Brett Steven          | 6-4, 7-6            |
| 1999        | Maks Mirni Andrej Olchovski    | Marc-Kevin Goellner David Prinosil  | 6-7(5), 7-6(4), 6-1 |
| 2000        | Martin Damm David Prinosil     | Jonas Björkman Sébastien Lareau     | 6-1, 5-7, 7-5       |
| 2001        | Wayne Black Kevin Ullyett      | Jiří Novák David Rikl               | 6-3, 6-3            |
| 2002        | Julian Knowle Michael Kohlmann | Jiří Novák Radek Štěpánek           | 7-6(8), 7-5         |
| 2003        | Tomáš Cibulec Pavel Vízner     | Julian Knowle Michael Kohlmann      | 7-5, 5-7, 6-2       |

1973 · 1974 · 1975 · 1976 · 1977-1990 · 1991 · 1992 · 1993 · 1994 · 1995 · 1996 · 1997 · 1998 · 1999 · 2000 · 2001 · 2002 · 2003
ITF-toernooien (mannen en vrouwen)

ATP-toernooien (mannen) – ATP-seizoen 2025

WTA-toernooien (vrouwen) – WTA-seizoen 2025

Voormalige toernooien mannen
Voormalige toernooien vrouwen
Voormalige amateurtoernooien